# Eutelia ocellaria
Eutelia ocellaria är en fjärilsart som beskrevs av Emilio Berio 1966. Eutelia ocellaria ingår i släktet Eutelia och familjen nattflyn. Inga underarter finns listade i Catalogue of Life.